# Мазанов Віктор Георгійович
Мазанов Віктор Георгійович (8 березня 1947) — російський плавець.
Призер Олімпійських Ігор 1968, 1972 років, учасник 1964 року.
Чемпіон Європи з водних видів спорту 1966, 1970 років.